# Schweitzer (Familienname)
Schweitzer ist ein Familienname.

## Varianten
- Schweizer – dort auch zur Bedeutung
- Schwyzer

## Namensträger

### A
- Adam Schweitzer (1761–1824), deutscher Schreinermeister, Bürgermeister und Politiker
- Adolf Schweitzer († um 1929), deutscher Kunstsammler
- Albert Schweitzer (1875–1965), deutscher Theologe, Organist, Philosoph und Arzt
- Alexander Schweitzer (Ingenieur) (1885–1966), deutscher Ingenieur
- Alexander Schweitzer (* 1973), deutscher Politiker (SPD)
- Alexander M. Schweitzer (* 1964), deutscher Theologe und Kirchenmusiker
- Alfred Schweitzer (Physiker) (1875–1920), Schweizer Physiker und Hochschullehrer
- Alfred Schweitzer (Maler) (1882–1960), deutscher Maler
- Anton Schweitzer (1735–1787), deutscher Komponist
- Arnold Schweitzer (1885–1947), Schweizer Unternehmer
- Arthur Schweitzer (1905–2004), Schweizer Wirtschaftswissenschaftler
- August Gottfried Schweitzer (1788–1854), deutscher Agrarwissenschaftler und Schriftsteller
- Axel Schweitzer (* 1969), deutscher Unternehmer

### B
- Bernhard Schweitzer (Mediziner) (1881–1957), deutscher Gynäkologe und Hochschullehrer
- Bernhard Schweitzer (1892–1966), deutscher Archäologe
- Bertold Schweitzer (* 1962), deutscher Philosoph und Hochschullehrer
- Brian Schweitzer (* 1955), US-amerikanischer Politiker

### C
- Cajetan Schweitzer (1844–1913), deutscher Maler und Zeichner
- Carl Schweitzer (Manager) (1902–nach 1971), deutscher Wirtschaftsmanager und Verbandsfunktionär
- Carl-Christoph Schweitzer (1924–2017), deutscher Politikwissenschaftler und Politiker (SPD)
- Carl Franz von Schweitzer (1800–1885), deutscher Jurist und Politiker
- Carl Gunther Schweitzer (1889–1965), deutscher Theologe
- Christian Schweitzer (* 1987), deutscher Kommunalpolitiker
- Christian Wilhelm Schweitzer (1781–1856), deutscher Jurist und Politiker
- Christine Schweitzer (* 1959), deutsche Ethnologin und Friedensforscherin
- Christoph Schweitzer (Christoph E. Schweitzer; 1922–2019), US-amerikanischer Germanist, Literaturwissenschaftler und Hochschullehrer deutscher Herkunft

### D
- Darrell Schweitzer (* 1952), US-amerikanischer Science-Fiction-, Fantasy, Horror-Autor, Herausgeber und Kritiker
- David Schweitzer (Fußballspieler) (1925–1997), israelischer Fußballspieler
- David Schweitzer (Komponist), britischer Komponist
- Dieter Schweitzer (1939–2025), deutscher Physiker und Hochschullehrer
- Doris Schweitzer, deutsche Soziologin

### E
- Eliane Schweitzer (1943–2012), Schweizer Kolumnistin
- Emil Schweitzer (1958/1959–2021), deutscher Architekt und Immobilienunternehmer
- Emile Schweitzer (1837–1903), französischer Maler
- Eric Schweitzer (* 1965), deutscher Unternehmer
- Erich Schweitzer (1943–2011), deutscher katholischer Theologe
- Ernst Schweitzer (1888–1981), deutschamerikanischer Psychoanalytiker und Lyriker
- Ernst Ludwig Schweitzer (1799–1846), deutscher Pädagoge und Theologe
- Erwin Schweitzer (1887–1968), deutscher Maler und Grafiker
- Eugen Schweitzer (Kaufmann) (1845–1911 oder 1918), deutscher Kaufmann und Kunstsammler
- Eugen Schweitzer (Architekt) (1938–2022), deutscher Architekt und Autor
- Eva Schweitzer (* 1958), deutsche Amerikanistin und Journalistin

### F
- Franz Hubert Maria Schweitzer (1865–1924), deutscher Geistlicher
- Franz Josef Schweitzer (1934–1998), deutscher Bauingenieur und Unternehmer
- Franz-Josef Schweitzer (* 1949), deutscher Literaturwissenschaftler
- Franz Maria Schweitzer (1722–1812), deutsch-italienischer Handelsherr
- Freddy Schweitzer (1907–1950), deutscher Jazzmusiker und Komiker
- Friedrich Schweitzer (* 1954), deutscher Theologe
- Fritz Schweitzer (Friedrich Schweitzer; * 1935), deutscher Künstler

### G
- Georg Schweitzer (1850–1940), deutscher Publizist, Journalist und Reiseschriftsteller
- Gerhard Schweitzer (Ingenieur) (* 1937), deutscher Ingenieur und Hochschullehrer
- Gerhard Schweitzer (* 1963), österreichischer Fußballspieler und -trainer
- Gustav Adolf Schweitzer (1847–1914), deutscher Maler

### H
- Hans Schweitzer (Politiker) (1920–1988), deutscher Gewerkschafter und Politiker (SPD)
- Hans  Schweitzer (Grafiker) (1901–1980), deutscher Grafiker
- Hans-Joachim Schweitzer (1928–2007), deutscher Apotheker, Paläobotaniker und Hochschullehrer
- Harald Schweitzer (* 1948), deutscher Politiker (SPD)
- Heike Schweitzer (1968–2024), deutsche Juristin und Hochschullehrerin
- Heinrich Schweitzer (1871–1953), deutscher Architekt
- Heinz Schweitzer (1919–1986), deutscher Gerichtsmediziner und Hochschullehrer
- Helene Schweitzer (1879–1957), deutsche Lehrerin, Krankenpflegerin und Krankenschwester, Ehefrau von Albert Schweitzer
- Hermann Schweitzer (1871–1933), deutscher Kunsthistoriker

### I
- Irma Schweitzer (1882–1967), französisch-schweizerische Schriftstellerin und Friedensaktivistin

### J
- Jean-Jacques Schweitzer (1920–1993), französischer Marineoffizier
- Jochen Schweitzer (1954–2022), deutscher Psychologe, Psychotherapeut und Hochschullehrer
- Johann Schweitzer (Politiker) (1874–1953), deutscher Politiker
- Johann Adam Schweitzer (1761–1824), Landstand und Bürgermeister in Waldeck, siehe Adam Schweitzer
- Johann Baptist von Schweitzer (1833–1875), deutscher Politiker und Schriftsteller
- Johann Friedrich Schweitzer (Johann Friedrich Helvetius; 1630–1709), deutscher Alchemist
- Johannes Joseph Schweitzer (1831–1882), deutscher Geistlicher, Musiker und Komponist
- Josef Schweitzer (1853–1935), österreichischer Journalist und Schriftsteller
- József Schweitzer (1922–2015), ungarischer Rabbiner und Hochschullehrer
- Jürgen Schweitzer (1907–1996), deutscher Architekt

### K
- Karl Schweitzer (Komponist) (auch Carl Schweitzer; 1867–1943), deutscher katholischer Geistlicher, Domkapellmeister und Komponist
- Karl Schweitzer (1886–1942), deutscher Kommunalpolitiker (KPD) und NS-Opfer, siehe Stolperstein in Wandlitz
- Karl Schweitzer (* 1952), österreichischer Politiker
- Karlheinz Schweitzer (1954–2021), deutscher Schriftsteller, Fotokünstler und literarischer Übersetzer
- Karl Ludwig Schweitzer (um 1858–1931/1932), deutscher Schmetterlingsforscher und -sammler
- Katharina Schweitzer (auch Catharina Schweitzer; 1831–1918), deutsche Schriftstellerin

### L
- Leopold Schweitzer (1871–1937), deutscher Architekt
- Leopold Albrecht Schweitzer (1815–1896), deutsch-österreichischer Journalist und Schriftsteller
- Louis Schweitzer (* 1942), französischer Geschäftsmann
- Ludwig Schweitzer (* 1949), deutscher Physiker

### M
- Marcel Schweitzer (* 1980), deutscher Ministerialbeamter
- Marcell Schweitzer (* 1932), deutscher Betriebswirt und Hochschullehrer
- Maria Schweitzer (1902–1991), deutsche Politikerin (CVP, CDU)
- Marie Schweitzer (* 1964), französische Architektin und Zimmerin
- Mary Higby Schweitzer (* 1955), US-amerikanische Paläontologin
- Matthaeus Schweitzer (ca. 16. Jahrhundert–1574), österreichischer Zisterzienser und Abt
- Michael Schweitzer (* 1943), österreichischer Rechtswissenschaftler

### N
- Nicole Henriot-Schweitzer (1925–2001), französische Pianistin und Musikpädagogin

### O
- Ortwin Schweitzer (1937–2022), deutscher Pfarrer und Autor
- Otto Schweitzer (Gewerkschafter) (1886–1933), deutscher Ingenieur und Gewerkschafter
- Otto Schweitzer (Gartenarchitekt) (1901–1966), deutscher Garten- und Landschaftsarchitekt
- Otto Schweitzer (Regisseur) (* 1950), italienischer Regisseur

### P
- Paul Schweitzer (Heilpraktiker) (1920–2010), deutscher Physiker, Informatiker und Heilpraktiker
- Paul Schweitzer (Neurobiologe) (* vor 1967), US-amerikanischer Neurobiologe und Hochschullehrer
- Paul A. Schweitzer (* 1937), US-amerikanisch-brasilianischer Mathematiker
- Paul Henry Schweitzer (Pal Schweitzer; 1893–1980), ungarischer Maschinenbauingenieur
- Peter Schweitzer (* 1957), österreichischer Kulturanthropologe und Hochschullehrer
- Philipp Schweitzer (Glockengießer) (1683–1754), deutscher Glockengießer
- Philipp Schweitzer (Skandinavist) (1846–1890), deutscher Skandinavist
- Pierre-Paul Schweitzer (1912–1994), Direktor des Internationalen Währungsfonds

### R
- Reinhold Schweitzer (1876–1951), deutscher Maler und Grafiker
- Rhena Schweitzer-Miller (1919–2009), deutsche Ärztin
- Robert Schweitzer (* 1947), deutscher Historiker und Bibliothekar
- Roland Schweitzer (1925–2018), französischer Architekt
- Rosemarie von Schweitzer (1927–2020), deutsche Haushaltswissenschaftlerin
- Rudolf Schweitzer (Schauspieler) (1819–1875), deutscher Schauspieler
- Rudolf Schweitzer (Architekt) (1872–1945), deutscher Architekt
- Rudolf Schweitzer-Cumpăna (1886–1975), rumänischdeutscher Maler

### S
- Sebastiano Schweitzer (* 1995), deutscher Moderator

### T
- Theodor Schweitzer (Unternehmer, 1875) (1875–1953), deutscher Ingenieur, Unternehmer und Unternehmensgründer
- Theodor Schweitzer (Unternehmer, 1894) (1894–1973), deutscher Unternehmer und Manager
- Thomas Schweitzer (* um 1960), kanadischer Architekt

### U
- Ulrike Schweitzer (* 1954), deutsche Journalistin
- Ursula Schweitzer (1916–1960), Schweizer Ägyptologin

### W
- Waldemar Schweitzer (1926–1978), deutscher Journalist
- Walter Schweitzer (* 1944), deutscher Stochastiker und Statistiker
- Werner Schweitzer (* 1968), österreichischer Schachspieler und Mentalcoach
- Werner Schweitzer-Faust (* 1925), deutscher Jurist und Hauptgeschäftsführer des Bundesverbandes des Deutschen Textileinzelhandels
- Wes Schweitzer (* 1993), US-amerikanischer American-Football-Spieler
- Wilhelm Schweitzer (1825–1906), deutscher Architekt
- Wolfgang Schweitzer (Theologe) (1916–2009), deutscher Theologe
- Wolfgang Schweitzer (Fußballspieler) (* 1974), österreichischer Fußballspieler